# Harvey Award
Os Harvey Awards (traduzidos em Língua portuguesa como Prémios Harvey) é um prémio norte-americano que distingue obras e autores de banda desenhada. O seu nome é um tributo ao autor de banda desenhada Harvey Kurtzman. Os Harveys foram criados em 1988, assim como o Eisner Award, sendo sucessor dos Prémios Kirby, extintos no ano anterior. Por vezes considerado a segunda maior premiação de banda desenhada dos Estados Unidos, os indicados são apontados por integrantes da indústria, entre eles escritores, desenhistas, arte-finalistas, coloristas e editores.  Já foi sediada em diversas convenções e instituições, como a Chicago Comic-Con, Dallas Fantasy Fair, WonderCon, Pittsburgh Comic Con e o Museum of Comic and Cartoon Art. Desde 2006, é realizada na Baltimore Comic-Con.